# الفيلق الثالث القوريني
الفيلق الثالث القوريني هو فيلق روماني ضمن الجيش الإمبراطوري الروماني. تأسس الفيلق على يد مارك أنطوني أو ماركوس أميليوس ليبيدوس خلال فترة الحرب الأهلية في القرن الأول قبل الميلاد في قورينا. في بداياته، تمركز الفيلق في مصر حيث لعب دورًا محوريًا في الحملات ضد النوبيين واليهود. وفي القرن الأول الميلادي، تمركز الفيلق عادة في مقاطعة البتراء العربية. وهناك تسجيلات تثبت تواجد الفيلق في مقاطعة سوريا الرومانية في بداية القرن الخامس الميلادي. رمز الفيلق غير معروف.